# Battaglia di Kings Norton
La battaglia di Kings Norton fu uno scontro che si svolse il 17 ottobre 1642 presso Kings Norton, in Inghilterra. Essa fu parte della prima guerra civile inglese, contrapponendo Realisti e Parlamentaristi.

## Preludio
Lunedì 17 ottobre 1642 re Carlo I d'Inghilterra stava marciando verso sud attraversando Birmingham. Passando per la città alcuni suoi carri vennero assaltati dai parlamentaristi e quanto raccolto venne inviato al castello di Warwick.
Il principe Ruperto del Palatinato, le cui truppe si erano accampate a Stourbridge dopo la sua vittoria nella battaglia di Powick Bridge, lasciò la cittadina il 17 ottobre per unirsi alle truppe di re Carlo con 9 compagnie a cavallo e circa 300 fanti. Lungo la sua marcia, il principe incontrò le truppe parlamentariste comandate da lord Willoughby di Parham che stava marciando per unirsi alle truppe del conte di Essex.

## La battaglia

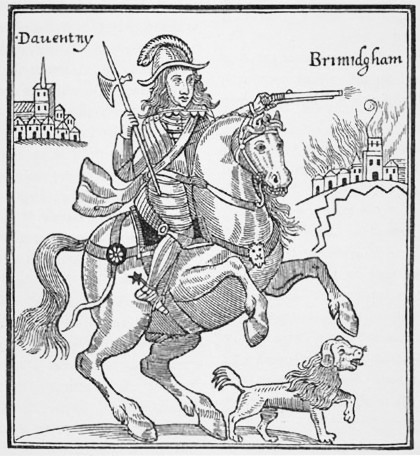
Il principe Ruperto, comandante del contingente realista

Lord Willoughby aveva al suo comando circa 800 tra cavalieri e fanti e si scontrò col principe Ruperto in un punto tra Stourbridge e Birmingham indicato col nome di Kings Norton. La schermaglia che ne derivò fu "molto fiera e cruda". I realisti abbandonarono il campo di battaglia dopo aver perso 50-80 morti e 20 prigionieri. I parlamentaristi persero per contro 17-20 uomini.

## Conseguenze
Entrambe le parti continuarono per le loro destinazioni: Ruperto si unì a re Carlo, mentre lord Willoughby raggiunse il conte di Essex. Lo storico J. W. Willis-Bund ha speculato sul fatto che sia stato proprio Willoughby ad informare il conte di Essex dei movimenti del principe Ruperto (e del re) e che quindi su suo consiglio questi provvide a muovere il suo esercito verso Worcester il 19 ottobre.